# Khlaifia in drugi proti Italiji
Khlaifia in drugi v. Italija je primer, v katerem je Sodišče potrdilo, da je pravna varnost ključno načelo pri odvzemu prostosti ter ponovno poudarilo osrednjo pravico do prošnje za azil.

## Ozadje primera
Zadeva se nanaša na tri tunizijske državljane, ki jih je med migrantsko krizo v Evropi prestregla italijanska obalna straža. Odpeljali so jih na otok Lampeduza, kjer so bili na silo pridržani v sprejemnem centru CSPA. Zaradi uličnih izgredov, demonstracij in požara so jih prestavili na dve ladji v mesto Palermo, kjer so bili nekaj dni z drugimi priseljenci. Pred domnevno nepravilno oziroma neutemeljeno deportacijo v Tunizijo je njihove identitete zabeležil tunizijski konzul.

## Postopek pred ESČP

### Postopek na stopnji Senata
Na stopnji senata so bile tožeče stranke (Mr. Saber Khlaifia, Mr. Fakhreddine Tabal in Mr. Mohamed Sfar (okrajšano)) domnevno oškodovane glede pravice do svobode in varnosti, prepovedi ponižujočega ravnanja, prepovedi kolektivnega izgona ter nazadnje še pravice do ustreznega pravnega sredstva pred domačimi oblastmi.

### Postopek in odločitev na stopnji Velikega senata
Veliki senat je hitro in soglasno, zaradi pomanjkanja dokazov iz strani tožečih strank, odločil, da kljub krizi v sprejemnem centru in na ladjah niso bili izpostavljeni mučenju, nečloveškemu ravnanju ali poniževanju (člen 3). Pogoji za kršitev teh točk Konvencije niso dosegli stopnje resnosti, ki bi jo bilo treba označiti kot nečloveško ali ponižujoče. Poudaril je tudi, da tožeče stranke niso pripadale nobeni kategoriji, ki se običajno štejejo za ranljive (npr. mladoletne osebe), ampak so bili mladi moški brez posebnega zdravstvenega in socialnega vprašanja.
Skoraj soglasno (16 proti 1) je veliki senat ovrgel tudi domnevno kršitev "kolektivnega izgona" (protokol 4. člen 4.). Tožene stranke so dokazano bile v Italiji dvakrat identificirane s fotografiranjem in odvzemom prstnega odtisa. Ugotovili so tudi njihovo državljanstvo, ter jim ponudili učinkovito možnost za individualno utemeljitev argumentov proti njihovem izgonu. Dejstvo, da je številnim tujcem izdana ista odločba, samo po sebi ne vodi do sklepa, da obstaja kolektivni izgon, če je vsaki obravnavani osebi dana možnost, da utemelji svoje argumente proti izgonu.
V povezavi z vprašanjem kolektivnega izgona so ovrgli tudi vprašanje o učinkovitem pravnem sredstvu (16 proti 1) (člen 13), katerega bi tožeče stranke lahko bile deležne če bi se pritožile na Agrigento Justice of the Peace.
Soglasno so potrdili kršitev konvencije glede človekove svobode (člen 5.) zaradi pomanjkanja pravne podlage prvi odvzemu prostosti. Sodniki so soglasno poudarili, da je pravna varnost ključno načelo pri odvzemu prostosti, nacionalna zakonodaja pa mora jasno določiti posebne primere, v katerih je odvzem mogoče odrediti.

## Ločeno mnenje sodnika Dedova
Sodnik Dedov je menil, da so se tožeče stranke izjasnile v nezakonitem položaju, njegovi argumenti pa izhajajo iz suverenosti držav, da nadzirajo svoje meje in kritično situacijo v kateri se znajdejo. Meni, da mora država v krizi oziroma visokem selitvenem pritisku omejiti pripor priseljencev na najkrajši možen čas za preverjanje identitete. Nazadnje je predlagal, da ima Italija zdaj priložnost, da spremeni svojo zakonodajo z vzpostavitvijo ustreznih postopkovnih zaščitnih ukrepov, kar pomeni odstranitev in preprečevanje nedovoljenega vstopa.